# Мим (буква арабского алфавита)
Мим (араб. ميم‎) — двадцать четвёртая буква арабского алфавита. Звук происносится как русское «м». Относится к лунным буквам.

## Соединение
Стоящая в начале слова Мим пишется, как مـ; в середине слова — как ـمـ и в конце слова — ـم.

## Происхождение
Мим, как полагают, образовалась из египетского иероглифического символа воды, который был упрощен финикийцами, и принят ими для обозначения «воды» — mem. В конечном итоге исходит из протосемитских *ma'-/*may-, и египетского mw.

## Абджадия
Букве соответствует число 40.